# 唐家偉
唐家偉（英語：Wesley Tongson，1957年9月16日—2012年7月16日）祖籍廣東中山，香港藝術家。十五嵗時被確診患上思覺失調症；十七嵗開始正式繪畫後，一直鑽研水墨繪畫技巧——包括中國國畫、潑墨畫及手指畫等。:5

## 生平
1963至1969年就讀香港聖保羅男女中學附屬小學，及後晉升該校中學部。1973年轉到加拿大溫哥華班特伍德中學升學，期間被確診患上思覺失調症，繼而返港。1974年開始在香港學習國畫，1977年畢業於香港國際學校。:86
1977年中學畢業後移居加拿大，並於多倫多安大略藝術學院學習西洋畫；與此同時，亦隨國畫家顧青瑤學習中國畫。因受二十世紀國畫家張大千的潑墨畫所啓發，唐也開始自行研習潑彩畫。:86
1981年回流香港後，跟隨國畫家兼中國藝術鑑賞家黃仲方繼續學習國畫；:86此外亦修讀了一個爲期三個月的繪畫課程，由中國當代畫家劉國松教授，期間嘗試以多種不用畫筆的方法進行創作，例如潑墨及水托石紋以加強作品的質感。:16-17
1980年代至1990年代，唐銳意探索潑墨繪畫技術，並且糅合東、西方的意念，創作出別樹一幟的當代藝術作品，:5例如《滿地紅梅》(1993)。:33-34在西方畫壇中，唐特別推崇畢加索的立體主義，並把這概念發揮在其畫作上。:51980年代後期曾舉行數個個人展覽，並且於1988年參加在香港大會堂舉行的〈中國現代水墨•五人聯展〉。:86
唐認爲山水畫是中國藝術裏最難，但卻是中國藝術的最高成就。故此他不斷地探索國畫的筆墨神韻和意境，並透過創作山水畫來印證他的禪修靈性之旅。在屬靈生活方面，他曾研究基督教、佛教和道教的思想，:19並以宗教作爲多幅書法和畫作的主題。:96
在1990年代，唐曾在香港、英國及美國等地舉行個展，包括1993年〈天界〉和1994年〈大地躍動〉；此外，他亦參加1994年〈香港國際藝術新興博覽會〉和1995年〈香港世界藝術博覽會〉等聯展。:87
2001年開始嘗試用手指作畫，到了2009年，唐已完全以手指代筆作畫，:69並以外號「山斗道人」署名於畫作之上。:16
唐家偉在2012年7月16日離世。:5

## 身後
重要展覽包括2014年在香港藝術中心舉行的〈墨索：唐家偉回顧〉、2016年在北京舉行的〈唐家偉：個展〉、2018年由美國舊金山中華文化中心舉辦的〈唐家偉：旅塵〉以及2022年在美國帕克萊美術館暨太平洋電影檔案館舉行的〈靈山：唐家偉的藝術世界〉。繼美國三藩市的展覽後，於2019年7月9日在亞洲協會香港中心舉行〈唐家偉：旅塵〉新書發佈暨講座。在2019年10月獲美國舊金山中華文化中心頒發「遠見卓識藝術家獎」。

## 評價
旅居香港的藝術史學家兼策展人毛岱康認爲唐家偉後期的大幅手指畫以其氣勢和凝聚力見稱；:16而四川美院吳松水墨綜合工作室主持吳松則認爲唐利用身體的延伸讓指畫的技藝轉換成精神符號，超越了過去的中國指畫範疇。:85

## 作品收藏
部分作品為多個公共及私人機構所收藏，包括：
- 美國加州帕克萊美術館及太平洋電影檔案館（页面存档备份，存于）
- 美國三藩市亞洲藝術博物館（页面存档备份，存于）
- 美國加州巴沙迪納市USC亞太博物館（页面存档备份，存于）
- 香港，M+[10]
- 香港藝術館[11]
- 香港大學美術博物館[3]
- 香港，摩根士丹利亞洲有限公司[12]

## 專題著作
- Spiritual Mountains: The Art of Wesley Tongson (美國加州帕克萊美術館及太平洋電影檔案館，2023)[13]
- 《唐家偉：旅塵》(美國， 舊金山中華文化基金會，2019)[2]
- 《墨索：唐家偉回顧》(香港，INK.SPIRATION，2014)[1]
- 《大好河山－唐家偉》(香港，1996)[14]
- 《紅䴤影曡－唐家偉》(香港，1994)[15]
- 《大地躍動》(香港，誰先覺畫廊，1994)[16]
- 《天界－唐家偉》(香港，1993)[17]
- 《天界》(香港，雙樂書畫，1992)[18]
- 《墨韻流彩—唐家偉現代水墨畫展》(香港，雙樂書畫，1991)[19]
- 《唐家偉國畫選集》(香港，1988)[20]

備註：以上刊物均為亞洲藝術文獻庫所收藏。

## 外部連結
- 官方網站（页面存档备份，存于）
- Youtube：《唐家偉：旅塵》(2019)（页面存档备份，存于）(只提供英文版本）
- Vimeo：亞洲協會香港中心新書發佈會暨講座 (2019) (只提供英文版本）
- Youtube：榮獲CCC「遠見卓識藝術家獎」(2019) (只提供英文版本）
- Youtube：香港大學美術博物館《山斗道人》(2020)（页面存档备份，存于）
- 香港商報網：指畫山水，以藝療癒 (2020-07-08)（页面存档备份，存于）
- Youtube： 美國加州帕克萊美術館及太平洋電影檔案館《靈山：唐家偉的藝術》（2022） （页面存档备份，存于） (只提供英文版本）